# Espinosa nothofagi
Espinosa nothofagi är en stekelart som beskrevs av Charles Joseph Gahan 1947. Espinosa nothofagi ingår i släktet Espinosa och familjen puppglanssteklar. Inga underarter finns listade i Catalogue of Life.